# Puddle of Mudd
I Puddle of Mudd (talvolta reso come PUDDLE OF MUᗡᗡ, traducibile come "pozzanghera di fango") sono un gruppo alternative metal statunitense, formatosi nel 1992 a Kansas City per iniziativa di Wes Scantlin. Sono stati spesso erroneamente inseriti all'interno del movimento nu metal, non perché abbiano presentato sonorità simili, ma semplicemente perché legati ai personaggi principali di questo genere e perché contemporanei a questo movimento.

## Storia del gruppo

### Gli inizi (1992-2000)
La band venne fondata nel 1992 a Kansas City da 4 ragazzi: il cantante Wes Scantlin, il chitarrista Jimmy Allen, il bassista Kenny Burkett e il batterista Sean Sammon. Nel 1994 pubblicarono per l'etichetta indipendente V&R Records il loro primo EP, Stuck, che ottenne buoni riscontri solamente a livello locale. Per la stessa etichetta pubblicarono nel 1997 il loro secondo lavoro, Abrasive, avente un sound più grunge.
Tra la pubblicazione dei due album autoprodotti, i Puddle of Mudd presero una pausa, durante la quale Scantlin si impegnò a promuovere la sua musica. La fortuna volle che una copia del demo arrivò tra le mani di Fred Durst cantante dei Limp Bizkit. Durst dopo aver ascoltato il demo ne rimase impressionato, tant'è che decise subito di contattare Scantlin, venendo così a sapere che la band nel frattempo si era sciolta. Ma Durst non perse tempo ed invitò Wes a Los Angeles per aiutarlo a metter su una nuova formazione. La nuova formazione vedeva Wes Scantlin alla voce ed alla chitarra, Doug Ardito al basso, Paul Phillips alla chitarra solista, ed infine il batterista Greg Upchurch.

### Il successo internazionale eCome Clean(2001-2002)
Nel 28 agosto 2001 i Puddle of Mudd pubblicarono il loro primo album con una major Come Clean con l'etichetta di Durst, la Flawless. L'album vendette 100 000 copie durante la prima settimana e, trascinato dai singoli Control (aggiunta anche come theme song WWE Survivor Series 2001"), Blurry, She Hates Me e Drift & Die, vendette più di 5 milioni di copie in totale. Blurry, il loro secondo singolo dello stesso album e probabilmente la loro canzone più famosa, riuscì ad arrivare in quinta posizione della Billboard Hot 100 ed ottava nel Regno Unito. È stata usata anche nel gioco Ace Combat 5. Drift & Die fu distribuita come terzo singolo e fu un altro grande successo, posizionatasi per sei settimane al numero 1 della Mainstream Rock Chart.
Nel giugno 2002 cominciarono un tour europeo affiancando i Korn e esibendosi anche nel primo evento live in Italia. Fecero parte anche del Family Values Tour 2001, insieme a Stone Temple Pilots, Linkin Park e Staind.

### Life on Display(2002-2005)
Dopo un lungo tour americano, nel 2003 i Puddle of Mudd pubblicano Life on Display che vende circa 900 000 copie, grazie anche ai singoli Away from me, Heel over head e Spin you around. Away From Me fu usata anche in The O.C. nel 2004. La canzone Nothing Left to Lose invece fu la theme song della WWE 2004 Royal Rumble.
Nel 2005 Greg Upchurch e Paul Phillips lasciarono la band (Upchurch entrerà a far parte dei 3 Doors Down, mentre Paul Phillips entrerà a far parte degli Operator) e dopo vari avvicendamenti vennero sostituiti rispettivamente dal batterista Ryan Yerdon e dal chitarrista Christian Stone.

### Famous(2007-2008)
Nell'ottobre 2007 i Puddle of Mudd hanno pubblicato il loro quarto album, dal titolo Famous. Da questo disco verranno estratti ben 4 singoli. Il primo (che dà anche il titolo all'album) è Famous, seguito da Psycho (che ha avuto un discreto airplay anche in Italia), dalla ballad We Don't Have to Look Back Now ed infine da Livin' on Borrowed Time.
La canzone Famous è stata usata come theme song per il PPV della WWE One Night Stand del 2007 ed è presente nel gioco targato WWE Smackdown vs Raw 2008.

### Volume 4: Songs in the Key of Love & HateeIcon: Best of Puddle of Mudd(2009-2010)
Il 2009 vede la fuoriuscita dalla band di Christian Stone, e segna il ritorno di Paul Phillips alla chitarra. Nel dicembre dello stesso anno uscirà il nuovo album Volume 4: Songs in the Key of Love & Hate, anticipato dal singolo Spaceship. Gli altri due singoli estrapolati dal disco sono Stoned e Keep It Together. Il disco ha venduto sinora intorno alle 100 000 copie.
Nel giugno 2010 il bassista Doug Ardito lascia la band dopo 10 anni di militanza. Al suo posto subentrerà Damien Starkey (ex cantante dei Burn Season).
Nell'ottobre 2010 viene pubblicata la raccolta Icon: Best of Puddle of Mudd.

### Re:(disc)overed(2011-2018)
Nell'agosto 2011 viene pubblicato l'album di cover Re:(disc)overed.
Nel 2015 il gruppo iniziò a registrare un nuovo album e parteciparono al super tour Make America Rock Again.

### Welcome to Galvania(2019-2022)
Nel mese di giugno 2019 il New York Time Magazine ha elencato Puddle of Mudd tra centinaia di artisti il cui materiale sarebbe stato distrutto nell'incendio della sede della Universal Records del 2008.
Nel luglio 2019 è stato pubblicato il singolo Uh Oh, anticipazione dell'album Welcome to Galvania, pubblicato nel settembre 2019.
Nel novembre 2019 la band ha eseguito una sessione acustica per il canale Octane del network SiriusXM. La prestazione è passata quasi inosservata fino all'aprile 2020, quando venne pubblicata una clip modificata della loro cover di About a Girl dei Nirvana. La cover ha ricevuto pesanti critiche del sostenitori dei Nirvana i quali hanno definito il tutto ridicolo, in particolare Wes Scantlin, la cui voce era gracchiante e non intonata.

### Ubiquitous(2023-presente)
Nel luglio 2023 i Puddle of Mudd hanno annunciato l'uscita del settimo album in studio, intitolato Ubiquitous, e pubblicato l'8 settembre dello stesso anno. Il disco è stato anticipato dal primo singolo My Baby.
Nel febbraio 2024 è uscito il secondo singolo Cash & Cobain.

## Formazione

### Formazione attuale
- Wes Scantlin – voce, chitarra ritmica (1993-presente)
- Matt Fuller – chitarra ritmica (2012), chitarra solista, cori (2014-presente)
- Michael John Adams – basso, cori (2014-presente)
- Dave Moreno – batteria, cori (2005-2006, 2014-presente)

### Ex componenti
- Sean Sammon – basso (1992-2000)
- Kenny Burkett – batteria (1993-1999)
- Greg Upchurch – batteria (2000-2005)
- Paul Phillips – chitarra (2000-2005, 2009-2011)
- Doug Ardito – basso (2000-2010, 2011-2014)
- Jimmy Allen – chitarra (2005-2006)
- Ryan Yerdon – basso (2005-2011)
- Christian Stone – chitarra (2006-2009, 2011-2014)
- Damien Starkey – basso (2010)
- Adam Latiff – chitarra (2011-2012)
- Shannon Boone – batteria (2011-2014)

## Discografia

### Album in studio
- 1997 – Abrasive
- 2001 – Come Clean
- 2003 – Life on Display
- 2007 – Famous
- 2009 – Volume 4: Songs in the Key of Love & Hate
- 2011 – Re:(disc)overed (cover)
- 2019 – Welcome to Galvania
- 2023 – Ubiquitous

### EP
- 1994 – Stuck

### Singoli
- 1999 – Abrasive
- 2001 – Control
- 2002 – Blurry
- 2002 – She Hates Me
- 2002 – Drift & Die
- 2003 – Away from Me
- 2004 – Heel over Head
- 2004 – Spin You Around
- 2007 – Famous
- 2007 – Psycho
- 2008 – We Don't Have to Look Back Now
- 2008 – Livin' on Borrowed Time
- 2009 – Spaceship
- 2010 – Keep it together

### Raccolte
- 2010 – Icon: Best of Puddle of Mudd

### DVD
- 2004 – Striking that familiar chord

## Riconoscimenti
| Anno | Nomination per | Premio                 | Categoria                       | Risultato       |
| ---- | -------------- | ---------------------- | ------------------------------- | --------------- |
| 2002 | Blurry         | MTV Video Music Awards | Best New Artist                 | Candidato/a     |
| 2002 | Blurry         | Kerrang! Awards        | Best Single                     | Vincitore/trice |
| 2002 | Blurry         | MTV Europe Awards      | Best New Artist                 | Candidato/a     |
| 2002 | Blurry         | Billboard Music Awards | Modern Rock Track of the Year   | Vincitore/trice |
| 2002 | Blurry         | Billboard Music Awards | Rock Track of the Year          | Vincitore/trice |
| 2002 | Puddle of Mudd | Billboard Music Awards | Modern Rock Artist of the Year  | Vincitore/trice |
| 2002 | Puddle of Mudd | Billboard Music Awards | Rock Artist of the Year         | Vincitore/trice |
| 2002 | Puddle of Mudd | Billboard Music Awards | Duo or Group Artist of the Year | Candidato/a     |
| 2003 | Puddle of Mudd | American Music Awards  | Favorite Pop/Rock New Artist    | Candidato/a     |